# Psyche chilensis
Psyche chilensis är en fjärilsart som beskrevs av Philippi 1860. Psyche chilensis ingår i släktet Psyche och familjen säckspinnare. Inga underarter finns listade.